# Wherever You Will Go
"Wherever You Will Go" é um single da banda The Calling, lançado em 2001. Essa canção alcançou o nº 5 na Billboard Hot 100.

## Posições na parada
| País/parada(2002)                                     | Melhor posição |
| ----------------------------------------------------- | -------------- |
| Austrália - ARIA Charts                               | 5              |
| Áustria - Austrian Singles Chart                      | 8              |
| Bélgica - Ultratop Flanders                           | 29             |
| Bélgica - Ultratop Wallonia                           | 18             |
| Brasil - Brasil Top 20                                | 7              |
| Dinamarca - Tracklisten                               | 7              |
| França - SNEP                                         | 7              |
| Itália - FIMI                                         | 1              |
| Países Baixos - Dutch Top 40                          | 29             |
| Nova Zelândia - RIANZ                                 | 1              |
| Noruega - VG-lista                                    | 4              |
| Suécia - Swedish Singles Chart                        | 14             |
| Suíça - Swiss Singles Chart                           | 7              |
| Reino Unido - UK Singles Chart                        | 3              |
| Estados Unidos - Billboard Hot 100                    | 5              |
| Estados Unidos - Billboard Hot 100 Airplay            | 5              |
| Estados Unidos - Billboard Hot Mainstream Rock Tracks | 37             |
| Estados Unidos - Billboard Hot Modern Rock Tracks     | 14             |
| Estados Unidos - Billboard Hot Adult Top 40 Tracks    | 1              |

## Video clipe
Foram filmados dois clipes para "Wherever You Will Go". O primeiro desses clips foi gravado no México. O outro, vídeo oficial da música, foi gravado na Califórnia. A locação em segundo plano da banda executando a canção foi feita no Rio Los Angeles. Em primeiro plano conta-se uma história de uma garota sendo traída.[carece de fontes?]

## Trilha Sonora
No Brasil a canção foi bastante tocada nas rádios em 2002, principalmente por fazer parte da trilha sonora internacional da novela Coração de Estudante, exibida entre 25/02 a 28/09/2002 pela Rede Globo. Ela foi tema dos personagens "Clara" e "Edu", interpretados respectivamente por Helena Ranaldi e Fábio Assunção. A canção ganhou uma versão da dupla Pedro & Thiago intitulado "Pra Você For".